# Tóth Rita
Tóth Rita (Blu Tóth, Blu Kokin Toth; Budapest, 1964. október 4. – ) magyar modell, fotómodell, manöken, fotós, ingatlanértékesítő. Miss Europa harmadik helyezett 1985-ben.

## Élete
Blu, eredeti nevén Tóth Rita, a New Yorkban élő magyar fotómodell, manöken, a 80-as évek manökenje. Eredeti szakmája fodrász volt, majd a Magyar Divat Intézet manökenje lett. Sok címlapon is láthattuk, például az Ország-világ, a Nők Lapja, az Tükör (hetilap, 1964–1989), képes hetilapokon, kártyanaptárakon és egyéb kiadványokban jelentek meg a fotói. Számtalan reklámfilmben szerepelt.
1985-ben, Bécsben, a Miss Európa-választáson Magyarország színeiben dobogóra került: harmadik helyezett lett a nemzetközi szépségkirálynő-választáson.
Nem volt megválasztott Magyarország Szépe mégis kijutott a nemzetközi versenyre Magyarországot képviselve. Utamat Hivatalosan a Tricotex támogatta, de munkahelye, a Magyar Divat Intézet is segítette.
A szépségversenyen a döntőjében a norvég Trine Elisábeth Moerk kapta a legtöbb szavazatot. Második helyezett a Spanyolországból érkezett Susana Alguacil lett.
Tóth Rita fényképét nemcsak a hazai képeslapok közölték, de Europa jó néhány országában is.
Egymás után érkeztek a meghívások Svájcból, az  volt NSZK-ból, és újabb meghívások további bemutatókra, fotózásokra.

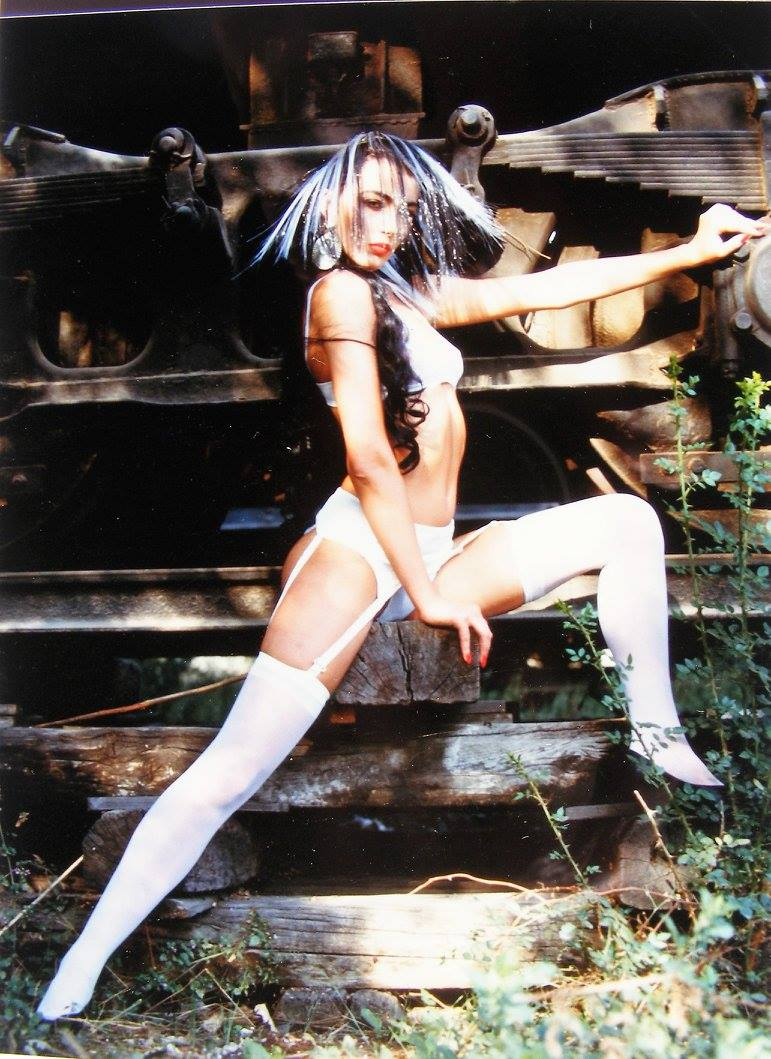
Zétényi János felvételén

Németországban és Franciaországban élt, majd először Los Angelesben, és New Yorkban.
Tóth Rita sikerének hatására, 1985. évben, több mint fél évszázados szünet után, Magyarországon ismét megszervezték a hivatalos szépségkirálynő-választást. A Miss Magyarország tétje, hogy a győztes részt vehet a bécsi Miss Európa-választáson.
Filmekben is szerepelt: Fur, An Imaginary Portrait of Dian Arbus (Nicole Kidman és Robert Downey Jr.) és Love in Paris (Mickey Rourke). Bécsben több reklámfilm szereplője is volt.
1996 óta New Yorkban él, ingatlanértékesítő. 2009. augusztus 4-én született fia, Zachary Cooper Kokin.

## Fotósai voltak
Például Tulok András, Fenyő János, Lengyel Miklós, Varga László (fotóriporter), Bakos István (grafikus), Zétényi János, és Módos Gábor fotóművészek.

## Dijai, elismerései
- Miss Europa harmadik helyezett (1985)